# Spigelia macrophylla
Spigelia macrophylla är en tvåhjärtbladig växtart som beskrevs av A. Dc.. Spigelia macrophylla ingår i släktet Spigelia och familjen Loganiaceae. Inga underarter finns listade i Catalogue of Life.